# A Gyűrűk Ura: A hatalom gyűrűi
A Gyűrűk Ura: A hatalom gyűrűi (eredeti cím: The Lord of the Rings: The Rings of Power, rövidítése: RoP vagy TRoP) egy 2022-ben indult amerikai televíziós sorozat, amely J. R. R. Tolkien Arda-mitológiáján alapul és több ezer évvel a Gyűrűk Ura cselekménye előtt játszódik. A Prime Videón látható. Alkotói J.D. Payne és Patrick McKay. A produkciót az Amazon Studios készítette együttműködve a Tolkien Estate-tel, a The Tolkien Trusttal, a HarperCollinsszal és a New Line Cinemával.
Az Amazon 2017 novemberében vásárolta meg A Gyűrűk Ura televíziós jogait 250 millió dollárért. Terveik szerint egy 5 évados műsorban gondolkodnak, 1 milliárd dolláros költségvetéssel, ezzel pedig az eddigi legdrággabban készülő sorozat lesz. Payne és McKay 2018 júliusában szerződtek a sorozat készítésére, később pedig a kreatív stáb további tagjait is bejelentették. A szereplőgárda castingja az egész világon zajlott.
A forgatást 2020 februárjában kezdték meg az új-zélandi Aucklandben, az Amazon és az új-zélandi kormány közti tárgyalások ugyanis lehetővé tették, hogy az eredeti trilógia helyszínén forgassák a sorozatot. A munkálatokat márciusban állították le a Covid19-pandémia miatt.

## Cselekmény
A történet a másodkorban játszódik, a Gyűrűk Ura eseményei előtt több ezer évvel.
A viszonylagos béke korszakától kezdve követhetjük nyomon egy népes szereplőgárda történetét, miközben szembenéznek a Középföldén újból megjelenő gonosszal. A Ködhegység legsötétebb bugyraitól Lindon fenséges erdőin és Númenor lélegzetelállító szigetkirályságán át a térkép legtávolabbi szegletéig felbukkanó különféle királyságok és szereplők öröksége még az eltűntük után is sokáig tovább él majd.

## Szereplők
| Színész                        | Szereplő                | Magyar hang        | Leírás |
| ------------------------------ | ----------------------- | ------------------ | --- |
| Morfydd Clark                  | Galadriel               | Antóci Dorottya    | Tünde harcos, aki úgy hiszi, hogy a gonosz visszatér Középföldére. |
| Amelie Child-Villiers (gyerek) | Galadriel               | Bak Julianna       | Tünde harcos, aki úgy hiszi, hogy a gonosz visszatér Középföldére. |
| Charlie Vickers                | Sauron/Halbrand/Annatar | Zámbori Soma       | A nagy hatalmú sötét úr, a megtévesztés mestere, aki Délfölde trónfosztott, gyámoltalan királyának képében irányítja a szálakat. Az ő segítségével készíti el Celebrimbor a Hatalom Gyűrűit. |
| Will Fletcher                  | Finrod                  | Jéger Zsombor      | Galadriel bátyja, aki Sauronra vadászva halt meg. |
| Fabian McCallum                | Thondir                 | Kenéz Ágoston      | Sauronra vadászó tündék. |
| Kip Chapman                    | Rían                    | Kádár-Szabó Bence  | Sauronra vadászó tündék. |
| Lenny Henry                    | Gödrös Sadok            | Kálid Artúr        | Öreg gyaplábú. |
| Sara Zwangobani                | Borláb Hajnalka         | Hay Anna           | Gyaplábú, Nori mostohaanyja. |
| Thusitha Jayasundera           | Mályva                  | Kováts Kriszta     | Gyaplábúak |
| Maxine Cunliffe                | Vilma                   | Menszátor Magdolna | Gyaplábúak |
| Dylan Smith                    | Borláb Largo            | Karácsonyi Zoltán  | Gyaplábú, Nori apja. |
| Markella Kavenagh              | Borláb Nori             | Terdik Sára        | Kalandvágyó gyaplábú. |
| Beau Cassidy                   | Borláb Kaporka          | Tanka Natália      | Gyaplábú, Nori húga. |
| Megan Richards                 | Poppy                   | Sodró Eliza        | Kíváncsi gyaplábú. |
| Robert Aramayo                 | Elrond                  | Hajdu Tibor        | Félig tünde építész és politikus. |
| Benjamin Walker                | Gil-galad               | Minárovits Péter   | A tündék főkirálya, aki Lindon birodalmából uralkodik. |
| Ismael Cruz Córdova            | Arondir                 | Orosz Ákos         | Erdei tünde tiltott szerelemmel az emberi gyógyító Bronwyn iránt. |
| Geoff Morrell                  | Waldreg                 | Kőrösi András      | Emberek Bronwyn falujában. |
| Peter Tait                     | Tredwill                | Dézsy Szabó Gábor  | Emberek Bronwyn falujában. |
| Ian Blackburn                  | Berkenyécske            | Miller Dávid       | Emberek Bronwyn falujában. |
| Nazanin Boniadi                | Bronwyn                 | Mikecz Estilla     | Emberi anya és gyógyító, akinek patikája van Délföldén. |
| Augustus Prew                  | Médhor                  | Blahó Gergely      | Tünde, aki Arondirral szolgál. |
| Simon Merrells                 | Revion                  | Pataki Ferenc      | A Délfölde tünde őrzője. |
| Tyroe Muhafidin                | Theo                    | Nagy Gereben       | Bronwyn fia. |
| Charles Edwards                | Celebrimbor             | Hirtling István    | Tünde kovácsmester, aki Sauron segítségével elkészíti a Hatalom Gyűrűit. |
| Daniel Weyman                  | Gandalf                 | Sarádi Zsolt       | Istar, aki lángoló meteorként zuhan le az égből. |
| Owain Arthur                   | IV. Durin               | Besenczi Árpád     | Mória törp városának hercege. |
| Sophia Nomvete                 | Disa                    | Márton Eszter      | Mória törp városának hercegnője. |
| Peter Mullan                   | III. Durin              | Borbiczki Ferenc   | Mória törp városának királya. |

### Magyar változat
- Magyar szöveg: Gáspár Bence
- Szakértő: Szegedi Miklós
- Hangmérnök: Jacsó Bence
- Vágó: Kajdácsi Brigitta
- Gyártásvezető: Kincses Tamás
- Szinkronrendező: Tabák Kata
- Produkciós vezető: Hagen Péter
- Kreatív supervisor: Heltai Olga

A szinkront a Mafilm Audio Kft. készítette.

## Epizódok
| #  | Eredeti cím          | Magyar cím     | Rendezte             | Írta                                                      | Eredeti premier      | Magyar premier       |
| -- | -------------------- | -------------- | -------------------- | --------------------------------------------------------- | -------------------- | -------------------- |
| 1. | A Shadow of the Past | Árny a múltból | J. A. Bayona         | J. D. Payne és Patrick McKay                              | 2022. szeptember 1.  | 2022. szeptember 1.  |
| 2. | Adrift               | Sodródás       | J. A. Bayona         | Gennifer Hutchison                                        | 2022. szeptember 1.  | 2022. szeptember 1.  |
| 3. | Adar                 | Adar           | Wayne Che Yip        | Jason Cahill és Justin Doble                              | 2022. szeptember 9.  | 2022. szeptember 9.  |
| 4. | The Great Wave       | A nagy hullám  | Wayne Che Yip        | Stephany Folsom, J. D. Payne és Patrick McKay             | 2022. szeptember 16. | 2022. szeptember 16. |
| 5. | Partings             | Válaszutak     | Wayne Che Yip        | Justin Doble                                              | 2022. szeptember 23. | 2022. szeptember 23. |
| 6. | Udûn                 | Udûn           | Charlotte Brändström | Nicholas Adams, Justin Doble, J.D. Payne és Patrick McKay | 2022. szeptember 30. | 2022. szeptember 30. |
| 7. | The Eye              | A Szem         | Charlotte Brändström | Jason Cahill                                              | 2022. október 7.     | 2022. október 7.     |
| 8. | Alloyed              | Ötvözet        | Wayne Che Yip        | Gennifer Hutchison, J. D. Payne és Patrick McKay          | 2022. október 14.    | 2022. október 14.    |

## Háttér

### Fejlesztés
2017 júliusában pereskedés történt A Gyűrűk Ura és A hobbit filmeket készítő Warner Bros. és a J. R. R. Tolkien hagyatékát kezelő Tolkien Estate között. Végül miután a két fél jobb feltételekkel megegyezett egymással, elkezdte egy A Gyűrűk Urán alapuló sorozatot árulni különböző platformoknak, köztük az Amazonnak, a Netflixnek és az HBOnak. Szeptemberben végül az Amazon került az élre és kezdett tárgyalásba a sorozatról.

### A kreatív csapat
2018 áprilisában A Gyűrűk Ura és A hobbit filmeket rendező Peter Jackson megbeszélést kezdeményezett az Amazonnal a sorozat készítésében való részvételéről, de júniusban bejelentette, hogy nem lesz része a munkálatoknak.

## Fordítás
- Ez a szócikk részben vagy egészben  a   The Lord of the Rings (TV series) című angol Wikipédia-szócikk fordításán alapul.  Az eredeti cikk szerkesztőit annak laptörténete sorolja fel. Ez a jelzés csupán a megfogalmazás eredetét és a szerzői jogokat jelzi, nem szolgál a cikkben szereplő információk forrásmegjelöléseként.